# Félicien David
Félicien-César David (Cadenet, Valclusa, 13 d'abril de 1810 - Saint-Germain-en-Laye, 13 d'agost de 1876) fou un compositor francès.

## Biografia
Des de la infància manifestà excepcionals dots per la música, i, després d'haver quedat orfe a 5 anys, entrà com a infant del cor en l'església del Salvador a Ais de Provença. Quan perdé la veu, el capítol d'aquesta església l'envià al col·legi de jesuïtes d'Aix, i després d'haver estat segon director del teatre d'aquesta població, el 1929 fou nomenat mestre de capella de l'esmentat temple. L'any 1830 es va traslladar a París, on va estudiar al Conservatori sota el mestratge de Fetis i de Benoist. Després d'un any d'estudis incomplets i precipitats, sortí del Conservatori, i el seu entusiasta i generós esperit, junt amb la misèria en què vivia, l'impulsaren a abraçar el saint-simonisme, doctrina tan esponerosa aleshores. En la seva qualitat de compositor creà la litúrgia d'aquesta nova religió i en compongué nombrosos cors.
L'any 1833, en ser dissolta l'associació, abandonà París amb un grup de correligionaris per anar a Egipte a predicar aquelles doctrines. El 1835 retornà a França, pletòric d'impressions, i s'establí a Igny, poble de la rodalia de París, publicant primer una col·lecció de melodies orientals per a piano, dues simfonies i algunes obres de música de cambra (Les quatre estacions, 24 quintets per a instruments de corda i dos nonets per a instruments de vent) que, a causa del seu retraïment i retir complet, passaren inadvertits. Finalment, l'any 1844 amb l'oda simfònica Le desert va atreure l'atenció del públic i de la premsa.
L'encertada adaptació dels motius orientals, la novetat dels ritmes i l'exuberància de la instrumentació feren que aquesta obra fos considerada com una nova i afortunada tendència en la característica musical, digna de parangonar-se encara amb les millors produccions de Berlioz, qui publicà un encomiàstic article saludant David com un vertader mestre. Encoratjat amb l'èxit de la seva obra i amb l'exemple del mateix Berlioz, emprengué el 1845 una gira per l'estranger, interpretant amb èxit en diverses capitals les produccions pròpies. Després va intentar fortuna repetidament amb diverses obres per a cor i orquestra (Oratorium Moisès, 1846; Simfonia coral Columbus, 1847; Misterium Eden, 1848) que no varen obtenir ni de lluny l'èxit de Le Desert. A més, les seves òperes, com ara La perle du Brésil (1851), Herculanum (1859), Lalla Roukh (1862) i Le Sapier (1865) assoliren, malgrat els aplaudiments, un curt nombre de representacions.
L'any 1869 va ser distingit per l'Acadèmia francesa amb el premi oficial de 20.000 francs, i a la mort de Berlioz va ser nomenat bibliotecari del Conservatori i membre de l'Institut. L'única obra que li va sobreviure en l'estima del públic fou El Desert, i només pels seus elements pintorescs i exòtics, perquè el públic de les primeries del segle xx, coneixedor de les robustes concepcions dels clàssics i d'alguns coetanis de David, com ara Wagner, Berlioz i César Franck, no podia interessar-se gaire per una música que, malgrat tenir mèrit, pecava de dèbil i poc amanida. Malgrat això, seria injust regatejar a David condicions d'originalitat i una real influencia en músics que, valent-ne més que ell, no van desaprofitar seguir les seves petjades, com ho va demostrar César Franck en l'oratori Ruth, Georges Bizet en Djamileh, Ernest Reyer en La statue i Wasielewski en moltes de les seves obres, i un altre alumne seu com Johann Franz Dupont.